# Mester Jakob
Mester Jakob er en børnesang, der kendes på mange sprog. Alle kilder synes at være enige om, at sangen skulle stamme fra Frankrig, selvom man ikke kender anerne præcist.
Melodien dukkede op på tryk i 1811 i et blad ved navn La Clé du Caveau à l'usage de tous les Chansonniers français. Det første kendte optryk af melodi og tekst sammen var i Recueil de Rondes avec jeu et de Petites Chansons fra 1860. Ingen andre lande kan spore hverken melodi eller tekst så langt tilbage som hhv. 1811 og 1860.
Sangen stammer muligvis fra middelalderen, da den handler om en munk, der sover over sig. Den er dermed nok fra en periode, hvor klostre var mere almindelige end personlige ure.
Sangens danske tekst er følgende:
Mester Jakob, Mester Jakob
sover du, sover du?
Hører du ej klokken, hører du ej klokken:
Bim – bam – bum, bim – bam – bum
På dansk kendes også en alternativ slutning, hvor Bim – bam – bum, bim – bam – bum, udskiftes med linjen:
Ringe tolv, ringe tolv.
Sangen kan synges som en firstemmig kanon, idet hver sanger synger fra første linje, når den foregående begynder på linje 2.
Komponisten Gustav Mahler benytter melodien som hovedtema i 3. sats af sin 1. symfoni, Titan-symfonien. Han har dog ændret dur-tonearten til mol, hvilket giver satsen karakter af en dødsmarch.